# Algebra supercommutativa
In matematica e in fisica teorica un'algebra supercommutativa è una superalgebra (cioè una algebra {\displaystyle \mathbb {Z} _{2}}-graduata) in cui vale una proprietà di commutazione che dipende dalla gradazione degli elementi.

## Definizione
Una superalgebra{\displaystyle A} è un'algebra supercommutativa se per ogni coppia {\displaystyle x,y\in A} di elementi omogenei si ha:
{\displaystyle yx=(-1)^{|x||y|}xy,}
dove con {\displaystyle |x|} e {\displaystyle |y|} si indicano le gradazioni rispettivamente di {\displaystyle x} e {\displaystyle y.} In maniera equivalente, si tratta di una superalgebra in cui il supercommutatore
{\displaystyle [x,y]=xy-(-1)^{|x||y|}yx}
è sempre nullo.
La gradazione {\displaystyle |x|} vale 0 per gli operatori bosonici chiamati anche elementi pari, vale invece 1 per gli operatori fermionici chiamati anche elementi dispari.
Ogni algebra commutativa (ossia ogni algebra degli operatori bosonici) è un'algebra supercommutativa se ha la gradazione banale (cioè se tutti gli elementi sono pari). Le algebre di Grassmann sono i più comuni esempi di algebre supercommutative banali. Il supercentro di qualsiasi superalgebra è l'insieme di elementi che supercommutano con tutti gli elementi, ed è un'algebra supercommutativa. 